# Libiąż (gmina)
Libiąż (1934–1954 gmina Libiąż Mały) – gmina miejsko-wiejska w województwie małopolskim, w powiecie chrzanowskim. W latach 1975–1998 gmina położona była w województwie katowickim.
Siedziba gminy to Libiąż.
Według danych z 31 marca 2010 gminę zamieszkiwało 22 810 osób. Natomiast według danych z 31 grudnia 2017 roku gminę zamieszkiwało 22 490 osób.
Urbanizacja gminy: 77%.

## Struktura powierzchni
Według danych z roku 2005 gmina Libiąż ma obszar 57,2 km², w tym:
- użytki rolne: 44%
- użytki leśne: 42%

Gmina stanowi 15,4% powierzchni powiatu.

## Demografia

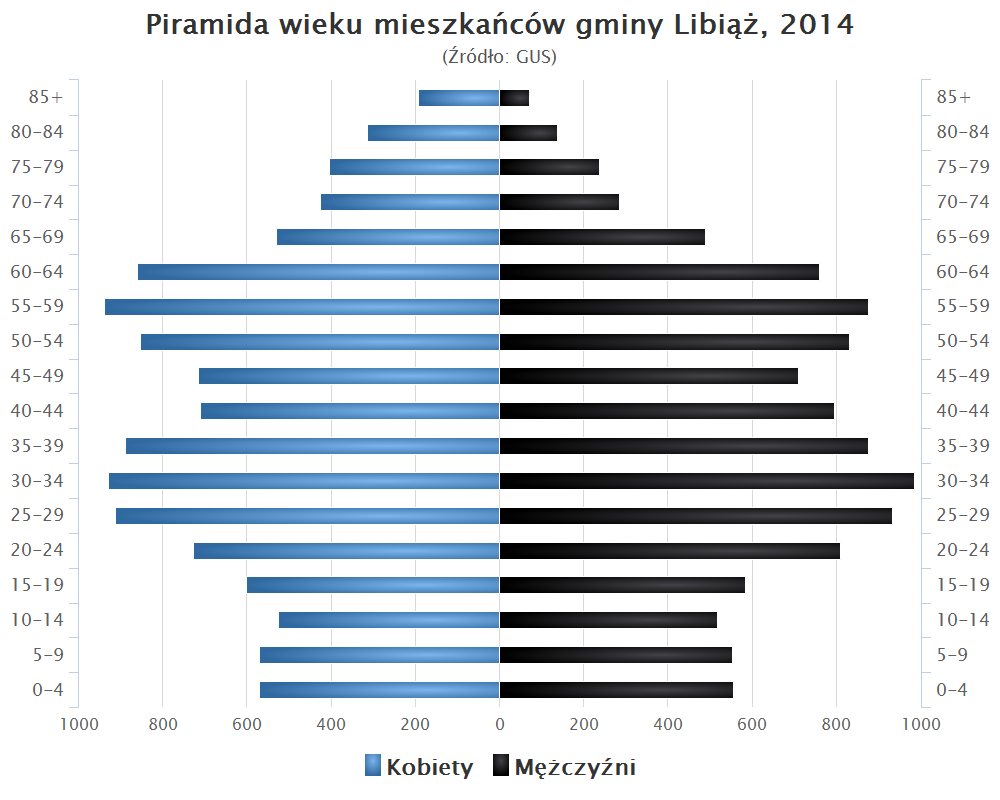
Piramida wieku mieszkańców gminy Libiąż w 2014 roku

Dane z 31 marca 2010:
| Opis                              | Ogółem | Ogółem | Kobiety | Kobiety | Mężczyźni | Mężczyźni |
| --------------------------------- | ------ | ------ | ------- | ------- | --------- | --------- |
| jednostka                         | osób   | %      | osób    | %       | osób      | %         |
| populacja                         | 22 810 | 100    | 11 710  | 51,34   | 11 100    | 48,66     |
| gęstość zaludnienia (mieszk./km²) | 398,7  | 398,7  | 204,7   | 204,7   | 194,0     | 194,0     |

## Miejscowości
- miasto Libiąż

sołectwa:
- Gromiec
- Żarki

## Religia
- 3 parafie Kościoła rzymskokatolickiego;
- parafia Matki Boskiej Nieustającej Pomocy (Kościół Polskokatolicki w RP);
- zbór Świadków Jehowy[5][6].

## Sąsiednie gminy
Babice, Chełmek, Chrzanów, Jaworzno, Oświęcim, Oświęcim (miasto)